# Lyme (Nou Hampshire)
Lyme és una població dels Estats Units a l'estat de Nou Hampshire. Segons el cens del 2000 tenia 1.679 habitants.

## Demografia
Segons el cens del 2000, Lyme tenia 1.679 habitants, 678 habitatges, i 475 famílies. La densitat de població era de 12 habitants per km².
Dels 678 habitatges en un 31,3% hi vivien nens de menys de 18 anys, en un 61,1% hi vivien parelles casades, en un 6,3% dones solteres, i en un 29,9% no eren unitats familiars. En el 24,8% dels habitatges hi vivien persones soles el 8,7% de les quals corresponia a persones de 65 anys o més que vivien soles. El nombre mitjà de persones vivint en cada habitatge era de 2,46 i el nombre mitjà de persones que vivien en cada família era de 2,96.
Per edats la població es repartia de la següent manera: un 25,5% tenia menys de 18 anys, un 3,3% entre 18 i 24, un 25,4% entre 25 i 44, un 31,7% de 45 a 60 i un 14,1% 65 anys o més.
L'edat mediana era de 43 anys. Per cada 100 dones de 18 o més anys hi havia 94 homes.
La renda mediana per habitatge era de 57.250$ i la renda mediana per família de 64.531$. Els homes tenien una renda mediana de 40.789$ mentre que les dones 32.917$. La renda per capita de la població era de 35.887$. Entorn de l'1,7% de les famílies i el 4,2% de la població estaven per davall del llindar de pobresa.